# Hedegård fra Vemb, Holstebroegnen (Frilandsmuseet)
Hedegården fra Vemb er en hedegård − en gård på heden − der lå i Vemb i Vestjylland indtil Frilandsmuseet erhvervede den i 1930, flyttede den i 1961 og åbnede den for publikum i 1965. Gården havde to længer og lå frit i det åbne landskab udsat for den dominerende vestenvind; derfor var kålhaven indhegnet med et lavt dige og lå i læ af gården.

## Galleri
| - Kålgården lå i læ for vestenvinden - Vippebrønd. Det spinkle bindingsværk af fyrretræ har tavl af brændte sten som holder godt i det hårde klima på vestkysten - Gårdens smedje er fra 1800-tallet |